# Utholms vik
Utholms vik är en våtmark i Borgholms kommun på Öland och ingår i Ölands huvudavrinningsområde. Sjön har en area på 0,0949 kvadratkilometer och ligger 2,8 meter över havet.

## Delavrinningsområde
Utholms vik ingår i det delavrinningsområde (632224-156488) som SMHI kallar för Rinner mot N Ölands kustvatten. Medelhöjden är 6 meter över havet och ytan är 79,67 kvadratkilometer. Det finns inga avrinningsområden uppströms utan avrinningsområdet är högsta punkten. Avrinningsområdets utflöde mynnar i havet, utan att ha någon enskild mynningsplats. Avrinningsområdet består mestadels av skog (12 %), öppen mark (14 %) och jordbruk (72 %). Avrinningsområdet har 0,35 kvadratkilometer vattenytor vilket ger det en sjöprocent på 0,1 %. Bebyggelsen i området täcker en yta av 2,11 kvadratkilometer eller 1 % av avrinningsområdet.